# ألبرت باش
ألبرت باش (بالألمانية: Albert Bach)‏ هو متسابق بياثل نمساوي، ولد في 29 نوفمبر 1910 في Treffen am Ossiacher See ‏ في النمسا، وتوفي في 22 يوليو 2003 في غراتس في النمسا.